# Leprodera elongata
Leprodera elongata là một loài bọ cánh cứng trong họ Cerambycidae.